# Política exterior del gobierno de Luis Arce
Las Relaciones Exteriores de Bolivia durante el Gobierno de Luis Arce Catacora se han caracterizado principalmente por reversión de todas las medidas adoptadas por la política exterior del gobierno de Jeanine Áñez Chávez en materia internacional pues Luis Arce decidió simplemente retomar nuevamente la antigua política exterior del gobierno de Evo Morales Ayma (2006-2019), sin nada más novedoso. El 9 de noviembre de 2020 el presidente Arce tomó la decisión de confiar las relaciones internacionales del país al abogado paceño Rogelio Mayta Mayta de 49 años de edad, desginándolo en el alto cargo de Canciller de Bolivia.
Ya desde el momento de su designación como canciller, han surgido varias observaciones a la designación que realizó Arce, pues algunos sectores de la sociedad han criticado la falta de experiencia de Rogelio Mayta como ministro de relaciones exteriores ya que no cuenta con ninguna importante trayectoria política diplomática que sea reconocida a nivel internacional pues Mayta tampoco es un experto en el Derecho Internacional ni tiene especialidad en temas internacionales.

## Primeras medidas

### Reincorporación de Bolivia al ALBA-TCP
Una vez apenas asumido la presidencia, Luis Arce decidió incorporar nuevamente a Bolivia en el grupo de la Alianza Bolivariana para los Pueblos de Nuestra América (ALBA-TCP) el cual es conformado principalmente por Venezuela, Cuba, Nicaragua y otros pequeños países caribeños.

### Grupo de Lima
Cabe mencionar que Bolivia había ingresado al grupo de Lima en diciembre del año 2019 durante el gobierno de Jeanine Áñez. Si bien el presidente Arce ha decidido mantener a Bolivia en dicho grupo, sin embargo desde el ministerio de relaciones exteriores se ha tomado la decisión oficial de no aprobar los comunicados de condena al régimen de Nicolás Maduro.

### Masacre blanca en la cancillería de 2021
Una vez apenas asumido el mando de la cancillería y en una acción sin precedentes en la historia diplomática de Bolivia, el ministro Rogelio Mayta decidió despedir a más del 90 % de los funcionarios públicos que trabajaban en el ministerio de relaciones exteriores. Entre los despedidos se encontraban también muchos servidores públicos que se habían especializado en temas del Derecho internacional realizando una larga trayectoria en la carrera diplomática durante varios años.
Así mismo los exfuncionarios diplomáticos le recordaron al ministro Rogelio Mayta Mayta que el Estado Boliviano invierte cada año millones y millones de dólares para la formación profesional del personal diplomático en la Academia Diplomática Boliviana "Rafael Bustillo" por lo que procedieron a denunciar a Mayta de haber violado el artículo 49 de la Constitución Política del Estado así como de haber flagrado la Ley N° 465 del Servicio de Relaciones Exteriores del Estado Plurinacional de Bolivia que en su artículo 64 prohíbe el despido de los funcionarios de carrera que no se funde en causales justificadas y en un debido proceso.

"El perjuicio es aún más fuerte porque con este despido ilegal se está desechando años de experiencia profesional que estos funcionarios cargan en su bagaje de conocimientos, dominio de los temas sustantivos que son de interés del Estado defender o promover. Pues como diplomáticos de carrera observamos con mucha preocupación que las acciones de Rogelio Mayta Mayta están ocasionando lamentablemente un gran daño al Estado, lo cual deja a Bolivia peligrosamente indefensa frente a los sólidos cuerpos diplomáticos de otros países vecinos de América Latina."
Javier Viscarra, representante de los ex funcionarios diplomáticos (La Paz, Bolivia, 23 de febrero de 2021).

Así mismo desde la Asamblea Permanente de Derechos Humanos los exfuncionarios denunciaron que en solo tres meses desde noviembre de 2020 hasta febrero de 2021, Mayta habría realizado un gran daño a la institucionalidad diplomática del país.   

"Durante sus primeros días como canciller y dirigiéndose hacia nosotros (los funcionarios del Ministerio), Rogelio Mayta nos llenó de elogios, reconociendo que se trata de funciones técnicas. Pero sin embargo, pocos días después, ejecutó una terrible masacre blanca sin precedentes nunca antes visto; una medida que no tiene parangón en la historia diplomática del país. Esto no ha ocurrido ni en las peores dictaduras militares que ha vivido Bolivia desde 1964 hasta 1982"
Javier Viscarra, representante de los ex funcionarios diplomáticos (La Paz, Bolivia, 23 de febrero de 2021

En su defensa, Rogelio Mayta admitió haber despedido a los exfuncionarios y justificó que lo hizo porque eran diplomáticos de "Nariz Respingada" que a su criterio no realizaban ninguna gestión efectiva y favorable para el país. Además Mayta también criticó a dichos exfuncionarios de bajar su cabeza ante la potencia mundial del norte (Estados Unidos)”, calificándolos de "sumisos e incapaces de defender la soberanía del país" según la opinión personal de él.
Estas últimas declaraciones de Mayta no pasaron inadvertidas y los exfuncionarios de la cancillería boliviana denunciaron ante toda la opinión pública del país que Mayta los había despedido solamente por sus prejuicios que tiene acerca de los diplomáticos, incurriendo de esa manera en el grave delito de racismo y discriminación pues según la Ley N° 045 señala que nadie en Bolivia puede ser juzgado ni privado de su derecho humano al trabajo solamente por su color de piel o condición física, etnia, religión, orientación sexual, condición social o económica. A su vez el jefe de bancada de Comunidad Ciudadana en la Asamblea Legislativa Plurinacional Carlos Alarcón Mondonio denunció que el gobierno de Luis Arce (al igual como hizo el gobierno de Evo Morales) esta apartando del estado a los mejores elementos profesionales de carrera solo porque dichos funcionarios no comulgan con las ideas del partido político del Movimiento al Socialismo (MAS-IPSP) al calificarlos simplemente como "Pititas", lo cual tiene como consecuencia un grave daño a la institucionalidad del país.

## Sudamérica

### Perú (país limítrofe)

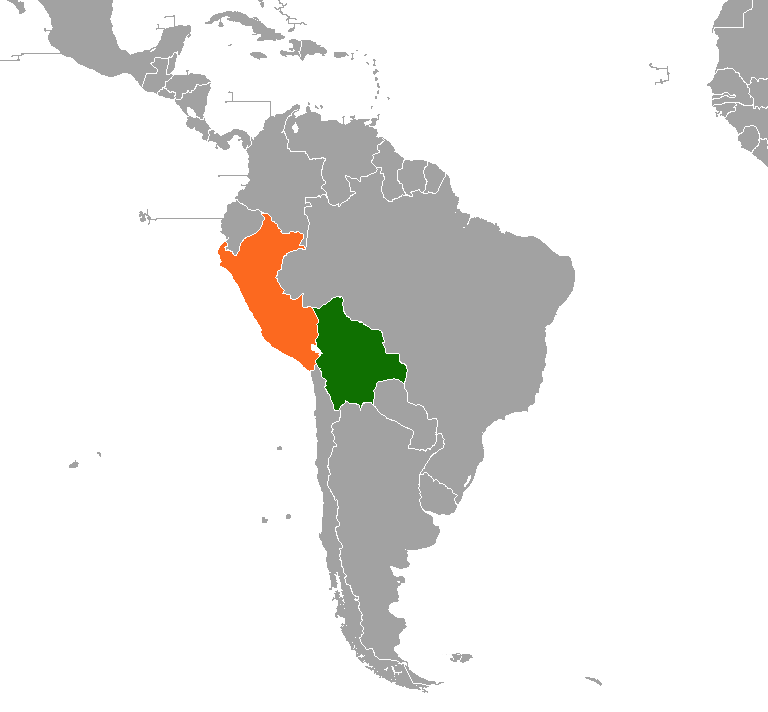
Bolivia y Perú comparte una frontera común de 1047 kilómetros de longitud.

#### Relación con el gobierno de Martín Vizcarra (2018-2020)

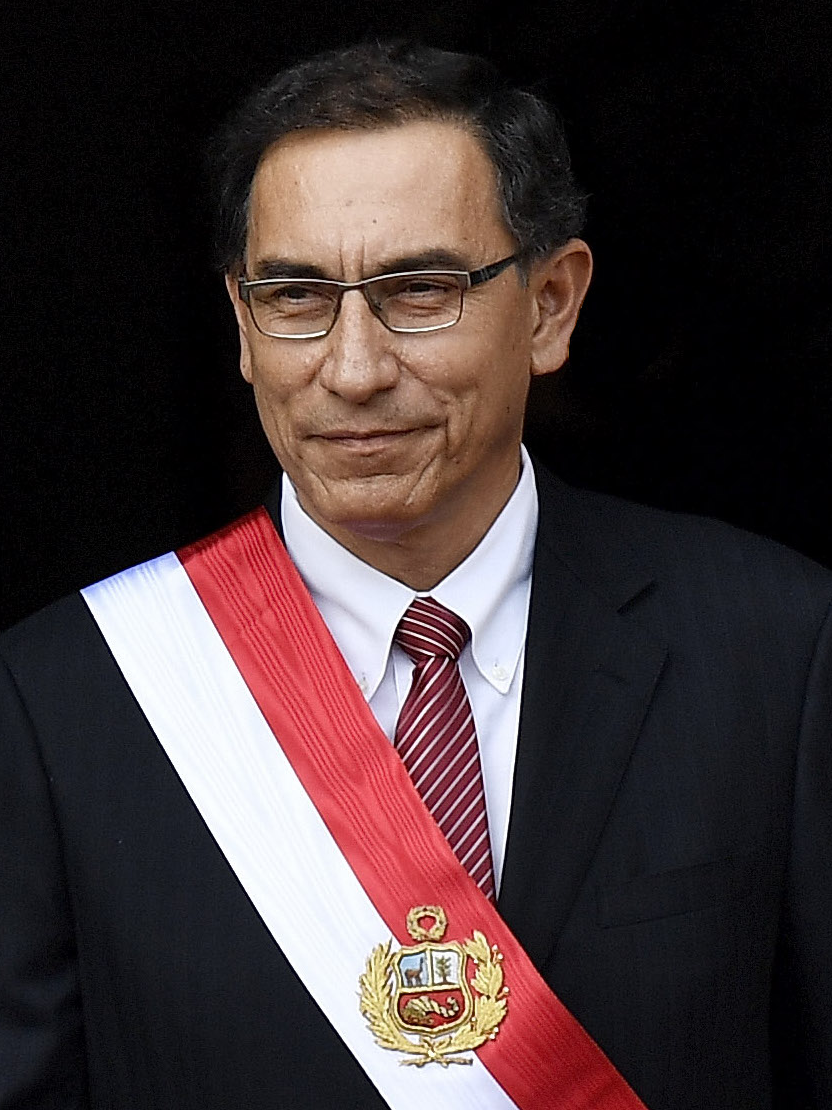
Presidente Martín Vizcarra Cornejo (1963) gobernó el Perú durante 2 años, 7 meses y 17 días desde el 23 de marzo de 2018 hasta el 9 de noviembre de 2020.

Cuando Luis Arce Catacora asumió la presidencia de Bolivia el 8 de noviembre de 2020, el entonces presidente del Perú Martín Vizcarra no pudo asistir a la ceremonia de posesión del mandatario boliviano debido a que en ese momento se enfrentaba a un peligroso "proceso de vacancia por incapacidad moral" (suspensión del cargo) llevado a cabo por el propio congreso peruano que al final concluyó con la eminente destitución de Vizcarra de la presidencia solamente un día después el 9 de noviembre de 2020. Sin embargo, antes de ser despojado de su mandato, Vizcarra decidió mandar a Bolivia al presidente del Consejo de Ministros del Perú Walter Martos como representante oficial del estado peruano ante el Estado Plurinacional de Bolivia.
Martos llegó al aeropuerto internacional de la ciudad de El Alto el 8 de noviembre de 2020 a las 10:30 de la mañana, acompañado del director general de estudios y estrategias de la política exterior de la cancillería peruana Félix Denegri Boza.

#### Relación con el gobierno de Manuel Merino (2020)

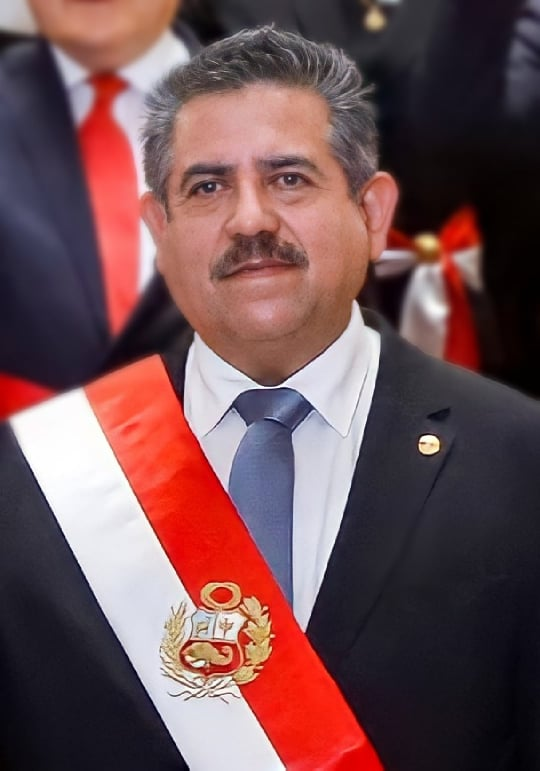
Presidente Manuel Merino de Lama (1961) gobernó el Perú durante apenas 5 días desde el 10 de noviembre de 2020 hasta el 15 de noviembre de 2020.

Después de la destitución de Martín Vizcarra como primer mandatario, al día siguiente asumió la presidencia del Perú el congresista Manuel Merino el 10 de noviembre de 2020. Aunque cabe mencionar que Merino solamente estuvo apenas por 5 días en el poder cuando el 15 de noviembre de 2020 decidió renunciar a su investidura presidencial luego de la muerte de dos jóvenes limeños que habían fallecido durante las protestas y manifestaciones que se realizaban contra su corto gobierno interino. 
Ante la grave situación de crisis e inestabilidad política que se vivía en ese momento en el Perú, la cancillería boliviana al mando del canciller Rogelio Mayta Mayta, emitió el siguiente comunicado oficial el 16 de noviembre de 2020 que señalaba lo siguiente:

"El Gobierno de Bolivia reafirma que las relaciones entre el Estado Plurinacional y la República del Perú son sólidas compartiendo entre otros, los principios democráticos, defensa de los derechos humanos y el respeto a la vida. A su vez, expresa su preocupación por la crisis que atraviesa la hermana República del Perú, abogando para que la democracia y los derechos humanos sean respetados y protegidos. El pueblo y el Gobierno de Bolivia alientan al restablecimiento del diálogo y la paz, para que, en este marco, se encuentren soluciones oportunas para resolver la crisis actual, sobre todo en este tiempo de crisis, adversidad y nuevos desafíos que tiene el pueblo peruano"
Cancillería de Bolivia (La Paz, Bolivia, 16 de noviembre de 2020).

#### Relación con el gobierno de Francisco Sagasti (2020-2021)

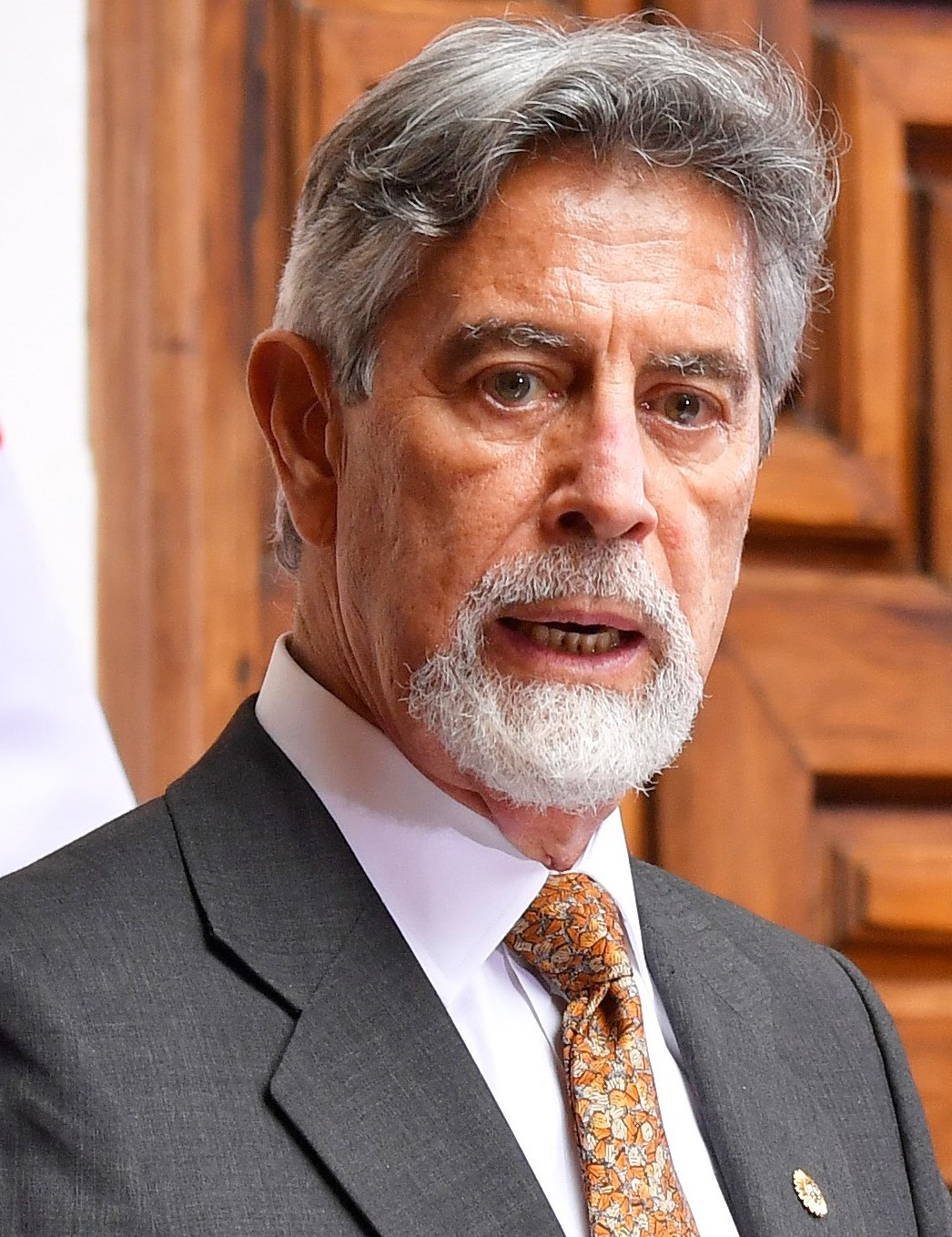
Presidente Francisco Sagasti Hochhausler (1944) gobernó el Perú durante 8 meses y 11 días desde el 17 de noviembre de 2020 hasta el 28 de julio de 2021.

Luego de la renuncia del presidente interino Manuel Merino, asumió la presidencia del Perú también de manera interina otro congresista peruano de nombre Francisco Sagasti de 76 años de edad el 17 de noviembre de 2020, cabe mencionar sin embargo que el presidente boliviano Luis Arce Catacora no tuvo ningún acercamiento ni pronunciamiento sobre dicha gestión presidencial, limitándose solamente a esperar las elecciones presidenciales peruanas de ese mismo año

#### Relación con el gobierno de Pedro Castillo (2021-2022)

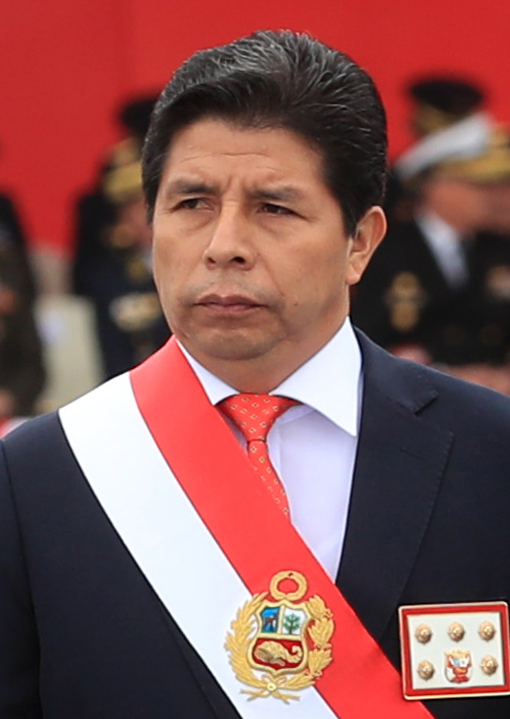
Presidente Pedro Castillo Terrones (1969) gobernó el Perú durante 1 año, 4 meses y 10 días desde el 28 de julio de 2021 hasta el 7 de diciembre de 2022.

Después de que Pedro Castillo hubiera ganado las elecciones generales en segunda vuelta con el 50,13 % frente a su principal competidora Keiko Fujimori, cabe mencionar que el mandatario boliviano Luis Arce Catacora tomó la decisión de asistir personalmente a la investidura presidencial de Castillo (toma de posesión) que se realizó en la ciudad de Lima el 28 de julio de 2021. Arce encabezó la delegación boliviana que fue a Perú para asistir a la ceremonia de posesión, aterrizando a las 10:50 a. m. de la mañana del 28 de julio siendo recibido por el embajador de Bolivia en Perú Carlos Aparicio Vedia. La comitiva boliviana que llegó a Lima estuvo compuesta por el canciller Rogelio Mayta Mayta, el presidente de la Cámara de Senadores Andrónico Rodríguez Ledezma, el ministro de Economía y Finanzas Públicas Marcelo Montenegro, la Ministra de Trabajo, Empleo y Previsión Social Verónica Navia y el ministro de Hidrocarburos y Energías Franklin Molina Ortiz.
El 30 de octubre de 2021, el presidente Pedro Castillo junto a su gabinete ministerial, aterrizaron por primera vez en el Aeropuerto Internacional de El Alto ubicado en la ciudad de La Paz (sede de gobierno de Bolivia) con el objetivo de reunirse con el presidente Luis Arce para la firma de varios acuerdos entre ambos países, entre ellos los siguientes

#### Relación con el gobierno de Dina Boluarte (2022-2026)

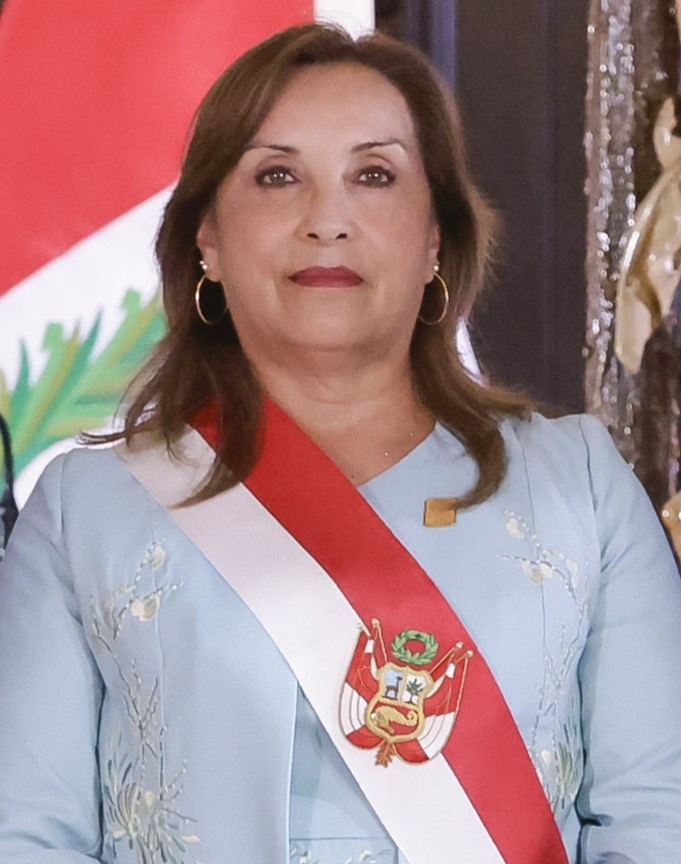
Presidenta Dina Boluarte Zegarra (1962) actualmente gobierna el Perú desde el 7 de diciembre de 2022.

El 7 de diciembre de 2022, el todavía mandatario Pedro Castillo decidió realizar un fallido intento de autogolpe de Estado en Perú que tuvo como consecuencia su inmediata destitución de la presidencia y posterior aprehensión por parte de la policía peruana, lo que conllevó inevitablemente a que su vicepresidenta (Dina Boluarte) asuma la presidencia de manera interina y constitucional hasta la convocatoria a nuevas elecciones.
Sin embargo, el gobierno boliviano del presidente Luis Arce Catacora decidió no reconocer al nuevo gobierno constitucional de Dina Boluarte, y más al contrario, se unió al pronunciamiento oficial de algunos mandatarios de la región (inclinados a la izquierda política) como el presidente Gustavo Petro de Colombia, Andrés Manuel López Obrador de México y Alberto Fernández de Argentina, en donde en dicho comunicado se expresaba la preocupación que tenían estos países por la remoción y detención del expresidente Pedro Castillo, señalando a la vez que desde el mismo día de su elección, Castillo había sido víctima de un constante hostigamiento antidemocrático.
El 14 de diciembre de 2022, la Cámara de Transporte Pesado de la ciudad de El Alto informaba que por culpa de la crisis política peruana y los bloqueos de caminos (cortes de ruta) por parte de los seguidores de Pedro Castillo, había por lo menos alrededor de unos 1700 camiones bolivianos que se encontraban varados en las carreteras peruanas, pues cabe recordar que al ser Bolivia un país mediterráneo (sin salida al mar) tiene que necesariamente realizar sus exportaciónes e importaciones de mercancías (comercio exterior boliviano) principalmente por los puertos marítimos chilenos pero a la vez también por los puertos marítimos peruanos (aunque en estos últimos en menor cantidad). Ese mismo día se conocía ante toda la opinión pública que la nueva canciller peruana Ana Cecilia Gervasi (1966-2024) había decidido llamar a  consulta a los embajadores peruanos que se encontraban en México, Argentina, Colombia y Bolivia a la ciudad de Lima, esto debido a la intromisión e injerencia que estaban realizando estas naciones en los asuntos internos del país al cuestionar la línea de sucesión presidencial del Perú.
También sobre estos hechos ocurridos en el Perú el presidente boliviano Luis Arce se pronunciaba en su cuenta oficial de Twitter, diciendo lo siguiente al respecto:

"Desde un inicio la derecha peruana intentó derrocar a un gobierno democráticamente electo por el pueblo, por las clases humildes que buscan más inclusión y justicia social. Lamentamos lo ocurrido en la hermana República del Perú, donde enviamos toda nuestra solidaridad
Presidente de Bolivia Luis Arce Catacora, (Ciudad de La Paz, 7 de diciembre de 2022).

El 21 de diciembre de 2022, el viceministro boliviano de comercio exterior Benjamín Blanco informaba que los bloqueadores peruanos habían decidido levantar los bloqueos en la localidad fronteriza de Desaguadero, aunque solamente de manera momentánea para que puedan retornar a Bolivia por lo menos unos 400 camiones bolivianos pues esta suspensión parcial del bloqueo fue debido a que dicha región fronteriza vive del comercio y se acercaban ya las fiestas de fin de año en ese momento.

## Norteamérica

### Estados Unidos

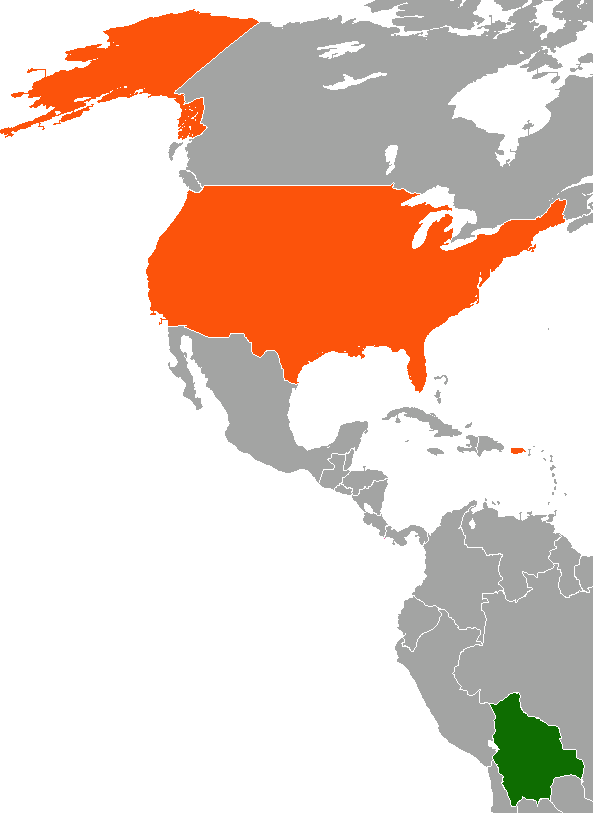
Las relaciones bilaterales entre Bolivia y los Estados Unidos se establecieron en el año 1849.

#### Relaciones con la administración de Donald Trump (2017-2021)
Cabe mencionar que cuando Luis Arce Catacora ingresaba a la presidencia de Bolivia en noviembre de 2020, el presidente de los Estados Unidos durante ese momento era Donald Trump el cual ya se encontraba de salida a apenas solo dos meses de terminar su mandato de cuatro años que había empezado en enero de 2017 con duración hasta enero de 2021. Sin embargo, antes de dejar la presidencia, Donald Trump a través del secretario de estado de los Estados Unidos Mike Pompeo decidió reconocer y felicitar la victoria electoral de Luis Arce Catacora en las urnas.
A pesar de no existir un embajador estadounidense en Bolivia desde el año 2008, el presidente de los Estados Unidos Donald Trump decidió enviar de todas maneras una delegación de viceministros de mediana jerarquía a la toma de posesión del presidente electo Luis Arce Catacora. Dicha delegación estuvo liderada por el Subsecretario del Tesoro para Asuntos Internacionales de los Estados Unidos Brent McIntosh. Junto a él le acompañaba también el subsecretario adjunto para el Hemisferio Occidental del Departamento de Estado de los Estados Unidos Kevin Michael O' Reilly y el asesor de Seguridad Nacional de la Casa Blanca para asuntos latinoamericanos Josh Hodges. La comitiva estadounidense aterrizó en el Aeropuerto Internacional de la ciudad de El Alto en la mañana del 7 de noviembre siendo recibidos por la encargada de negocios en Bolivia Charisse Phillips.

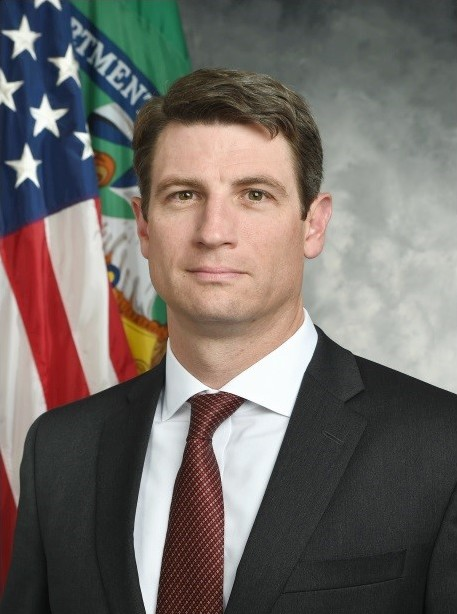
El Subsecretario (Viceministro) de Hacienda para Asuntos Internacionales de los Estados Unidos Brent McIntosh lideró la comitiva oficial estadounidense que llegó hasta Bolivia para asistir a la toma de posesión del presidente Luis Arce Catacora el 8 de noviembre de 2020.

#### Relación con la administración de Joe Biden (2021-2025)
En cuanto a la relación de Bolivia con los Estados Unidos cabe mencionar que más allá de las declaraciones o las buenas intenciones, lamentablemente el gobierno de Arce no pudo lograr un avance significativo en los hechos. Durante uno de sus viajes a la Ciudad de México, el presidente Luis Arce concedió una entrevista a la televisión de la Universidad Nacional Autónoma de México (UNAM) y en dicha entrevista abordaba las relaciones del gobierno boliviano con la principal potencia mundial del planeta refiriéndose de la siguiente manera.  

"No hemos tenido ocasión todavía de entablar una conversación directa con él (presidente Joe Biden), pero nuestro canciller (Rogelio Mayta Mayta) se contactó en La Paz con la representación norteamericana en Bolivia para empezar algunos diálogos, acercamientos y esperemos que pronto tengamos una visita de nuestro Canciller a los Estados Unidos o viceversa para mejorar también las relaciones con ese país"
Presidente de Bolivia Luis Alberto Arce Catacora, (Ciudad de México, 28 de marzo de 2021).

Cabe recordar que durante el gobierno de Evo Morales la relaciones entre Estados Unidos y Bolivia no fueron muy buenas pues en septiembre del año 2008 Morales tomó la drástica y radical decisión de expulsar al entonces embajador estadounidense en Bolivia Philip Goldberg por la supuesta injerencia en asuntos internos del país y conspirar contra su gobierno. Desde esa época, el Gobierno de los Estados Unidos ha decidido apenas mantener en Bolivia a un encargado de negocios solamente. 
Luego de 7 años de la expulsión del embajador estadounidense, el presidente Evo Morales firmó el Decreto Supremo 2339 del 22 de abril de 2015 que ordena a la Dirección General de Migración (DIGEMIG) exigir visa a todo ciudadano estadounidense que quiera ingresar a territorio boliviano. Esta medida fue tomada con el argumento del Principio de la reciprocidad pues en la actualidad los ciudadanos bolivianos también necesitan visa para ingresar a los Estados Unidos. 

Luego de la renuncia de Morales a la presidencia en noviembre de 2019, la nueva presidenta Jeanine Áñez Chávez decide firmar un mes después el Decreto Supremo n.º 4107 del 9 de diciembre de 2019 que elimina la exigencia de visa a los ciudadanos norteamericanos con el objetivo de fomentar el Turismo en Bolivia. Dicha norma estaría vigente por un poco más de 1 año cuando el presidente Luis Arce Catacora decide el 29 de enero de 2021 firmar el Decreto Supremo n.º 4460 que abroga el Decreto 4107 de Áñez y repone nuevamente el Decreto 2339 de Morales sobre la exigencia de visa a los ciudadanos estadounidenses. La Viceministra de Gestión Institucional y Consular Eva Chuquimia decidió reunirse con la encargada de negocios de los Estados Unidos en Bolivia Charisse Phillips para comunicarle tal decisión del presidente Arce.

#### Cumbre por la democracia  de 2021
Una vez asumido la presidencia de los Estados Unidos el 20 de enero de 2021, el nuevo presidente Joe Biden (perteneciente al Partido Demócrata) expresó sentirse muy preocupado por el avance de los gobiernos autoritarios o dictaduras totalitarias en el mundo y en la región. El gobierno estadounidense decidió entonces organizar una "Cumbre de Líderes por la Democracia" en donde se encuentren presentes solamente los gobiernos democráticos del mundo. Cabe mencionar que para elaborar su lista de países invitados, Estados Unidos se basó en el Índice de Democracia Mundial del año 2020 la cual es una lista realizada por Economist Intelligence Unit y que es publicada cada año por la prestigiosa revista británica "The Economist". Sin embargo, cabe mencionar que dicha lista de invitados para esta cumbre por la democracia causó una gran polémica y revuelo a nivel internacional debido a que Estados Unidos no había invitado a la cumbre a sus más grandes aliados que tiene a nivel mundial como Arabia Saudita, Egipto, Irak, Bangladés, Nigeria, Pakistán, Turquía, Catar, Emiratos Árabes Unidos y Hungría. pues dichos países no viven en democracia a pesar de ser aliados.
En ese marco, en cuanto a la región de América Latina, Estados Unidos decidió invitar a la mayoría de los países latinoamericanos a excepción de Venezuela, Cuba y Nicaragua por ser considerados como unos regímenes autoritarios. Así mismo tampoco se invitó a El Salvador, Haití, Honduras, Guatemala y Bolivia pues si bien los gobiernos de estos países no son dictaduras totalitarias sin embargo según el Índice de Democracia 2020 (elaborado por la revista británica "The Economist") estos últimos cinco países son considerados a nivel mundial como regímenes híbridos.
| Calificación de puntaje de los países latinoamericanos | Calificación de puntaje de los países latinoamericanos | Calificación de puntaje de los países latinoamericanos | Calificación de puntaje de los países latinoamericanos | Calificación de puntaje de los países latinoamericanos |
| Grupo                                                  | Parámetro                                              | Calidad                                                | Calificación                                           |                                                        |
| ------------------------------------------------------ | ------------------------------------------------------ | ------------------------------------------------------ | ------------------------------------------------------ | ------------------------------------------------------ |
| 1°                                                     | Entre 8 y 10 puntos                                    | Sí                                                     | Democracia Plena                                       |                                                        |
| 2°                                                     | Entre 6 y 8 puntos                                     | Sí                                                     | Democracia Deficiente                                  |                                                        |
| 3°                                                     | Entre 4 y 6 puntos                                     |                                                        | Régimen Híbrido                                        |                                                        |
| 4°                                                     | Entre 0 y 4 puntos                                     | No                                                     | Régimen Autoritario                                    |                                                        |

| Países de América Latina según el Índice de Democracia                | Países de América Latina según el Índice de Democracia | Países de América Latina según el Índice de Democracia | Países de América Latina según el Índice de Democracia | Países de América Latina según el Índice de Democracia    | Países de América Latina según el Índice de Democracia |
| Puesto a Nivel Mundial                                                | País                                                   | Puntaje Sobre 10                                       | Situación en 2021                                      | Países que Fueron Invitados a la Cumbre por la Democracia |                                                        |
| --------------------------------------------------------------------- | ------------------------------------------------------ | ------------------------------------------------------ | ------------------------------------------------------ | --------------------------------------------------------- | ------------------------------------------------------ |
| 15° de 165°                                                           | Uruguay                                                | 8.61                                                   | Democracia Plena                                       | Fue invitado a la Cumbre                                  |                                                        |
| 17° de 165°                                                           | Chile                                                  | 8.28                                                   | Democracia Plena                                       | Fue invitado a la Cumbre                                  |                                                        |
| 19° de 165°                                                           | Costa Rica                                             | 8.16                                                   | Democracia Plena                                       | Fue invitado a la Cumbre                                  |                                                        |
| 40° de 165°                                                           | Panamá                                                 | 7.18                                                   | Democracia Deficiente                                  | Fue invitado a la Cumbre                                  |                                                        |
| 46° de 165°                                                           | Colombia                                               | 7.04                                                   | Democracia Deficiente                                  | Fue invitado a la Cumbre                                  |                                                        |
| 48° de 165°                                                           | Argentina                                              | 6.95                                                   | Democracia Deficiente                                  | Fue invitado a la Cumbre                                  |                                                        |
| 49° de 165°                                                           | Brasil                                                 | 6.92                                                   | Democracia Deficiente                                  | Fue invitado a la Cumbre                                  |                                                        |
| 57° de 165°                                                           | Perú                                                   | 6.53                                                   | Democracia Deficiente                                  | Fue invitado a la Cumbre                                  |                                                        |
| 63° de 165°                                                           | R. Dominicana                                          | 6.32                                                   | Democracia Deficiente                                  | Fue invitado a la Cumbre                                  |                                                        |
| 67° de 165°                                                           | Paraguay                                               | 6.18                                                   | Democracia Deficiente                                  | Fue invitado a la Cumbre                                  |                                                        |
| 69° de 165°                                                           | Ecuador                                                | 6.13                                                   | Democracia Deficiente                                  | Fue invitado a la Cumbre                                  |                                                        |
| 72° de 165°                                                           | México                                                 | 6.07                                                   | Democracia Deficiente                                  | Fue invitado a la Cumbre                                  |                                                        |
| 77° de 165°                                                           | El Salvador                                            | 5.90                                                   | Régimen Híbrido                                        | NO Fue invitado a la Cumbre                               |                                                        |
| 88° de 165°                                                           | Honduras                                               | 5.36                                                   | Régimen Híbrido                                        | NO Fue invitado a la Cumbre                               |                                                        |
| 94° de 165°                                                           | Bolivia                                                | 5.08                                                   | Régimen Híbrido                                        | NO Fue invitado a la Cumbre                               |                                                        |
| 97° de 165°                                                           | Guatemala                                              | 4.97                                                   | Régimen Híbrido                                        | NO Fue invitado a la Cumbre                               |                                                        |
| 106° de 165°                                                          | Haití                                                  | 4.22                                                   | Régimen Híbrido                                        | NO Fue invitado a la Cumbre                               |                                                        |
| 119° de 165°                                                          | Nicaragua                                              | 3.61                                                   | Régimen Autoritario                                    | NO Fue invitado a la Cumbre                               |                                                        |
| 138° de 165°                                                          | Cuba                                                   | 2.84                                                   | Régimen Autoritario                                    | NO Fue invitado a la Cumbre                               |                                                        |
| 141° de 165°                                                          | Venezuela                                              | 2.76                                                   | Régimen Autoritario                                    | NO Fue invitado a la Cumbre                               |                                                        |
| Fuente: Índice de Democracia de los países del Mundo (The Economist)" |                                                        |                                                        |                                                        |                                                           |                                                        |

Ante la ausencia de Bolivia en la principal "Cumbre de Líderes por la Democracia", durante la participación del presidente de Argentina Alberto Fernández (país que fue invitado por Estados Unidos al evento), en su discurso el presidente argentino salió a defender a Bolivia denunciando el aval de la Organización de Estados Americanos (OEA) en un supuesto golpe de Estado en Bolivia en el año 2019 luego de un supuesto fraude electoral. Al día siguiente, el presidente boliviano Luis Arce agradeció al presidente Fernández por haber puesto a Bolivia en la cumbre como un país ejemplo de la recuperación de la democracia.

#### Cumbre de las Américas de 2022
La IX Cumbre de las Américas se llevó a cabo por segunda vez en los Estados Unidos después de 28 largos años (desde 1994) en la ciudad de Los Ángeles en el Estado de California. Cabe mencionar que faltando un mes antes de la realización de dicho evento importante, los Estados Unidos (como país anfitrión y organizador de la cumbre) esta vez fue más flexible y decidió invitar a todos los países de América Latina (incluyendo también a Bolivia) pero, sin embargo, dejó muy claro que no iba a invitar a Venezuela, Cuba y Nicaragua debido a que en la actualidad estos países lamentablemente viven bajo un régimen de dictaduras autoritarias y totalitarias con gobernantes antidemocráticos, acusándolos además de no respetar la "Carta Democrática de las Américas".
Sin embargo, el presidente de México Andrés Manuel López Obrador (AMLO) anunció públicamente que no iba a asistir a la cumbre si no se invitaba a todos los países de América Latina (incluyendo también a Cuba, Nicaragua y Venezuela). A este pedido se sumó también el presidente Luis Arce señalando lo siguiente:

"Consecuente con los principios y valores del Estado Plurinacional de Bolivia, reafirmo que una Cumbre de las Américas que excluye a países americanos no será una Cumbre de las Américas plena, y de persistir la exclusión de pueblos hermanos, no participaré de la misma pues Bolivia cimienta sus relaciones internacionales en la diplomacia de los pueblos, con inclusión, solidaridad, complementariedad, respeto a la soberanía, autodeterminación y construcción colectiva de la cultura del diálogo y la paz"
Presidente de Bolivia Luis Alberto Arce Catacora, (Ciudad de México, 10 de mayo de 2022).

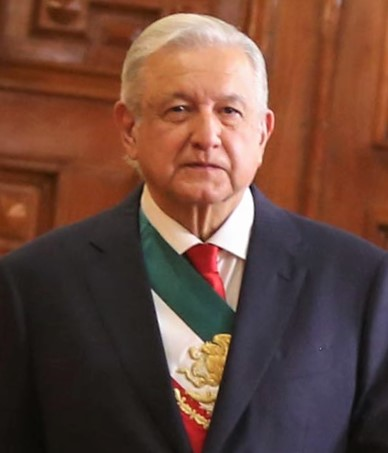
A la cabeza del presidente de México Andrés Manuel López Obrador (AMLO), los presidentes de Bolivia y Honduras tampoco decidieron participar de las IX Cumbre de las Américas.

Al pronunciamiento de México y Bolivia se sumó también la presidenta de Honduras Xiomara Castro quien también afirmó que no asistirá a la cumbre de las Américas si no se invita también a todos los países entre ellos Nicaragua, Cuba y Venezuela.
El 3 de junio de 2022, la viceministra de comunicación de Bolivia Gabriela Alcón confirmó oficialmente ante toda la opinión pública que la invitación de los Estados Unidos había llegado ya a la ciudad de La Paz (sede de gobierno del país) sin embargo informó que el presidente Luis Arce ratificaba su decisión de no asistir a la cumbre de las Américas. Aunque a su vez, la viceministra Gabriela Alcón manifestó también que el gobierno boliviano tampoco iba a quedar al margen de tan importante evento y reveló que desde la cancillería boliviana se estaba viendo el tema de quien sería la persona que asista a la cumbre en reemplazo del primer mandatario de la nación.
Finalmente el 5 de junio de 2022, faltando ya solo un día antes del comienzo de la cumbre y a pesar de la inasistencia de algunos presidentes de la región, los Estados Unidos anunciaba que igual nomás mantenía firme su decisión de no invitar a las dictaduras de Cuba, Nicaragua y Venezuela debido a que estos tres países no respetan los derechos humanos de sus propios habitantes careciendo además de espacios democráticos en donde la oposición política pueda expresarse libremente sin ser amedrentados por el solo hecho de pensar distinto.
Aunque cabe mencionar que si bien el presidente de México Andrés Manuel López Obrador (AMLO) estuvo entre los mandatarios que no asistieron a la Cumbre de las Américas, sin embargo, solamente un mes después viajó a los Estados Unidos para reunirse personalmente con el propio presidente Joe Biden el 12 de julio de 2022 con el objetivo de tratar temas migratorios y a la vez descartar también ante la prensa cualquier fricción en las buenas, excelentes e históricas relaciones entre Estados Unidos-México.